# رايموند ستوري
رايموند ستوري هو كاتب كندي، ولد في 1956 في أوريليا في كندا.

## وصلات خارجية
- رايموند ستوري على موقع IMDb (الإنجليزية)
- رايموند ستوري على موقع قاعدة بيانات الفيلم (الإنجليزية)